# Erovnuli Liga
Prima Ligă Georgiană sau Erovnuli Liga (între 1990 și 2016 - Umaglesi Liga) este cea mai importantă competiție din sistemul fotbalistic georgian. Între anii 1927 și 1989, competiția a fost o ligă regională din sistemul fotbalistic al URSS.

## Clasamentul UEFA
Coeficientul UEFA pe 2020
- 43  (38)  Veikkausliiga
- 44  (47)  Umaglesi Liga
- 45  (45)  Prima Ligă Malteză
- 46  (39)  Landsbankadeild
- 47  (48)  Prima Ligă (Țara Galilor)
- 48  (52)  IFA Premiership

## Echipele sezonului 2010/11
| - FC Baia Zugdidi - FC Dinamo Tbilisi - FC Kolkheti Poti - FC Olimpi Rustavi - FC Samtredia | - FC Sioni Bolnisi - FC Spartaki Tskhinvali - FC Torpedo Kutaisi - FC WIT Georgia (Tbilisi) - FC Zestafoni |

## Campioanele din timpul URSS
| - 1927: Batumi XI - 1928: Tbilisi XI - 1929-35 anulat - 1936: ZII Tbilisi - 1937: Lokomotiv Tbilisi - 1938: Dinamo Batumi - 1939: Nauka Tbilisi - 1940: Dinamo Batumi - 1941-42 anulat - 1943: ODKA Tbilisi - 1944 anulat - 1945: Lokomotiv Tbilisi - 1946: Dinamo Kutaisi - 1947: Dinamo Sukhumi | - 1948: Dinamo Sukhumi - 1949: Torpedo Kutaisi - 1950: TODO Tbilisi - 1951: TODO Tbilisi - 1952: TTU Tbilisi - 1953: TTU Tbilisi - 1954: TTU Tbilisi - 1955: Dinamo Kutaisi - 1956: Lokomotiv Tbilisi - 1957: TTU Tbilisi - 1958: TTU Tbilisi - 1959: Metallurg Rustavi - 1960: Imereti Kutaisi - 1961: Guria Lanchuti | - 1962: Imereti Kutaisi - 1963: Imereti Kutaisi - 1964: IngurGES Zugdidi - 1965: Tolia Tbilisi - 1966: Guria Lanchuti - 1967: Mertskhali Makharadze - 1968: SKA Tbilisi - 1969: Sulori Vani - 1970: SKIF Tbilisi - 1971: Guria Lanchuti - 1972: Lokomotiv Samtredia - 1973: Dinamo Zugdidi - 1974: Metallurg Rustavi - 1975: Magaroeli Chiatura | - 1976: SKIF Tbilisi - 1977: Mziuri Gali - 1978: Kolheti Poti - 1979: Metallurg Rustavi - 1980: Meshakhte Tkibuli - 1981: Meshakhte Tkibuli - 1982: Mertskhali Makharadze - 1983: Samgulari Tshaltubo - 1984: Metallurg Rustavi - 1985: Shadrevani-83 Tshaltubo - 1986: Shevardeni Tbilisi - 1987: Marchali Macharadze - 1988: Kolheti Poti - 1989: Shadrevani-83 Tshaltubo |

## Campioanele de după independență
Cheie
| 0‡0 | Campionii ligii au câștigat și Cupa Georgiei, adică au câștigat dubla. |

Ca Umaglesi Liga (Liga Supremă)
| Sezon   | Campioni                    | Vicecampioni            | Locul 3             |
| ------- | --------------------------- | ----------------------- | ------------------- |
| 1990    | Iberia Tbilisi (1)          | Guria Lanchkhuti        | Gorda Rustavi       |
| 1991    | Iberia Tbilisi (2)          | Guria Lanchkhuti        | Kutaisi             |
| 1991–92 | Iberia-Dinamo Tbilisi (3) ‡ | Tskhumi Sokhumi         | Gorda Rustavi       |
| 1992–93 | Dinamo Tbilisi (4) ‡        | Shevardeni-1906 Tbilisi | Alazani Gurjaani    |
| 1993–94 | Dinamo Tbilisi (5) ‡        | Kolkheti-1913 Poti      | Torpedo Kutaisi     |
| 1994–95 | Dinamo Tbilisi (6) ‡        | Samtredia               | Kolkheti-1913 Poti  |
| 1995–96 | Dinamo Tbilisi (7) ‡        | Margveti Zestaponi      | Kolkheti-1913 Poti  |
| 1996–97 | Dinamo Tbilisi (8) ‡        | Kolkheti-1913 Poti      | Dinamo Batumi       |
| 1997–98 | Dinamo Tbilisi (9)          | Dinamo Batumi           | Kolkheti-1913 Poti  |
| 1998–99 | Dinamo Tbilisi (10)         | Torpedo Kutaisi         | Locomotive Tbilisi  |
| 1999–00 | Torpedo Kutaisi (1)         | WIT Georgia Tbilisi     | Dinamo Tbilisi      |
| 2000–01 | Torpedo Kutaisi (2) ‡       | Locomotive Tbilisi      | Dinamo Tbilisi      |
| 2001–02 | Torpedo Kutaisi (3)         | Locomotive Tbilisi      | Dinamo Tbilisi      |
| 2002–03 | Dinamo Tbilisi (11) ‡       | Torpedo Kutaisi         | WIT Georgia Tbilisi |
| 2003–04 | WIT Georgia Tbilisi (1)     | Sioni Bolnisi           | Dinamo Tbilisi      |
| 2004–05 | Dinamo Tbilisi (12)         | Torpedo Kutaisi         | FC Tbilisi          |
| 2005–06 | Sioni Bolnisi (1)           | WIT Georgia Tbilisi     | Dinamo Tbilisi      |
| 2006–07 | Olimpi Rustavi (1)          | Dinamo Tbilisi          | Ameri Tbilisi       |
| 2007–08 | Dinamo Tbilisi (13)         | WIT Georgia Tbilisi     | Zestaponi           |
| 2008–09 | WIT Georgia Tbilisi (2)     | Dinamo Tbilisi          | Olimpi Rustavi      |
| 2009–10 | Olimpi Rustavi (2)          | Dinamo Tbilisi          | Zestaponi           |
| 2010–11 | Zestaponi (1)               | Dinamo Tbilisi          | Olimpi Rustavi      |
| 2011–12 | Zestaponi (2)               | Metalurgi Rustavi       | Torpedo Kutaisi     |
| 2012–13 | Dinamo Tbilisi (14) ‡       | Dila Gori               | Torpedo Kutaisi     |
| 2013–14 | Dinamo Tbilisi (15) ‡       | Zestaponi               | Sioni Bolnisi       |
| 2014–15 | Dila Gori (1)               | Dinamo Batumi           | Dinamo Tbilisi      |
| 2015–16 | Dinamo Tbilisi (16) ‡       | Samtredia               | Dila Gori           |
| 2016    | Samtredia (1)               | Chikhura Sachkhere      | Dinamo Batumi       |

Ca Erovnuli Liga (Liga Națională)
| Sezon | Campioni            | Vicecampioni    | Locul 3         |
| ----- | ------------------- | --------------- | --------------- |
| 2017  | Torpedo Kutaisi (4) | Dinamo Tbilisi  | Samtredia       |
| 2018  | Saburtalo (1)       | Dinamo Tbilisi  | Torpedo Kutaisi |
| 2019  | Dinamo Tbilisi (17) | Dinamo Batumi   | Saburtalo       |
| 2020  | Dinamo Tbilisi (18) | Dinamo Batumi   | Dila Gori       |
| 2021  | Dinamo Batumi (1)   | Dinamo Tbilisi  | Dila Gori       |
| 2022  | Dinamo Tbilisi (19) | Dinamo Batumi   | Dila Gori       |
| 2023  | Dinamo Batumi (2)   | Dinamo Tbilisi  | Torpedo Kutaisi |
| 2024  | Iberia 1999 (2)     | Torpedo Kutaisi | Dila Gori       |

## Performanțe pe cluburi
| Club              | Winners | Runners-Up | Third Place | Winning seasons |
| ----------------- | ------- | ---------- | ----------- | --- |
| Dinamo Tbilisi    | 19      | 8          | 6           | 1990, 1991, 1991–92, 1992–93, 1993–94, 1994–95, 1995–96, 1996–97, 1997–98, 1998–99, 2002–03, 2004–05, 2007–08, 2012–13, 2013–14, 2015–16, 2019, 2020, 2022 |
| Torpedo Kutaisi   | 4       | 4          | 6           | 1999–00, 2000–01, 2001–02, 2017 |
| Dinamo Batumi     | 2       | 5          | 2           | 2021, 2023 |
| WIT Georgia       | 2       | 3          | 1           | 2003–04, 2008–09 |
| FC Zestaponi      | 2       | 1          | 2           | 2010–11, 2011–12 |
| Metalurgi Rustavi | 2       | 1          | 4           | 2006–07, 2009–10 |
| FC Iberia 1999    | 2       | 0          | 1           | 2018, 2024 |
| Samtredia         | 1       | 2          | 1           | 2016 |
| Dila Gori         | 1       | 1          | 5           | 2014–15 |
| Sioni Bolnisi     | 1       | 1          | 1           | 2005–06 |

## Performanțe pe orașe
| Oraș      | Titluri | Cluburi                                             |
| --------- | ------- | --------------------------------------------------- |
| Tbilisi   | 23      | Dinamo T. (19), WIT Georgia (2), FC Iberia 1999 (2) |
| Kutaisi   | 4       | Torpedo K. (4)                                      |
| Batumi    | 2       | Dinamo B. (2)                                       |
| Zestaponi | 2       | FC Z. (2)                                           |
| Rustavi   | 2       | Metalurgi R. (2)                                    |
| Samtredia | 1       | FC S. (1)                                           |
| Gori      | 1       | Dila G. (1)                                         |
| Bolnisi   | 1       | Sioni B. (1)                                        |

## Golgheteri
| Sezonul | Golgheter            | Club               | Goluri |
| 1998/99 | Mikheil Ashvetia     | Dinamo Tbilisi     | 26     |
| 1999/00 | Zurab Ionanidze      | Torpedo Kutaisi    | 24     |
| 2000/01 | Zaza Zirakishvili    | Dinamo Tbilisi     | 21     |
| 2001/02 | Suliko Davitashvili  | Lokomotivi/Merani  | 18     |
| 2002/03 | Zurab Ionanidze      | Torpedo Kutaisi    | 26     |
| 2003/04 | Suliko Davitashvili  | Torpedo Kutaisi    | 20     |
| 2004/05 | Levani Melkadze      | Dinamo Tbilisi     | 27     |
| 2005/06 | Jaba Dvali           | Dinamo Tbilisi     | 21     |
| 2006/07 | Sandro Iashvili      | Dinamo Tbilisi     | 27     |
| 2007/08 | Mikheil Khutsishvili | Dinamo Tbilisi     | 16     |
| 2008/09 | Nikoloz Gelashvili   | FC Zestaponi       | 20     |
| 2009/10 | Anderson Aquino      | Olimpi Rustavi     | 26     |
| 2010/11 | Nikoloz Gelashvili   | FC Zestaponi       | 18     |
| 2011/12 | Jaba Dvali           | FC Zestaponi       | 20     |
| 2012/13 | Xisco Munoz          | Dinamo Tbilisi     | 24     |
| 2013/14 | Xisco Munoz          | Dinamo Tbilisi     | 19     |
| 2014/15 | Irakli Modebadze     | FC Dila Gori       | 16     |
| 2015/16 | Giorgi Kvilitaia     | Dinamo Tbilisi     | 24     |
| 2016    | Budu Zivzivadze      | FC Samtredia       | 11     |
| 2017    | Irakli Sikharulidze  | Lokomotivi Tbilisi | 25     |
| 2018    | Budu Zivzivadze      | Dinamo Tbilisi     | 22     |
| 2018    | Giorgi Gabedava      | Chikhura Sachkhere | 22     |